# Plagiodontia ipnaeum
Plagiodontia ipnaeum е изчезнал вид бозайник от семейство Хутиеви (Capromyidae).

## Разпространение
Видът е ендемичен за субтропичните и тропически влажни низински гори на Испаньола (Доминиканската република и Хаити).